# Southcoates
Southcoates är en stadsdel i Kingston upon Hull, i kommunen Kingston upon Hull, i grevskapet East Riding of Yorkshire, i England. Ward hade 15 061 invånare år 2021. Southcoates var en civil parish från 1866 till 1898 då den blev en del av Sculcoates. Civil parish hade 22 551 invånare år 1891. Byar nämndes i Domedagsboken (Domesday Book) år 1086, och kallades då Sotecote/Sotecotes.